# ネクスト・プレイン・アウト
「ネクスト・プレイン・アウト」（英: Next Plane Out=次に飛び立つ飛行機）は、セリーヌ・ディオンのアルバム『ラヴ・ストーリーズ』からの6枚目のシングル。1995年10月23日にオーストラリアで発売された。

## 概要
作詞・作曲はダイアン・ウォーレン、プロデュースはガイ・ロッシェ。
ミュージックビデオはGreg Masuakの監督により制作された。
ランキングチャートにおいてはオーストラリアのシングルチャートで61位、7週間のランクインであった。
- 調（転調あり）：ヘ長調（F）→変ト長調（G♭）

## 収録曲
オーストラリア版CDマキシシングル
1. 「ネクスト・プレイン・アウト」（ラジオ・エディット） – 4:37
2. 「ザ・ラスト・トゥ・ノウ」 – 4:35
3. 「ラヴ・キャン・ムーヴ・マウンテンズ」 – 4:53

## 公式編曲版
1. 「ネクスト・プレイン・アウト」（ラジオ・エディット） – 4:37
2. 「ネクスト・プレイン・アウト」（アルバム・バージョン） – 4:59

## チャート
| チャート（1995年）               | 最高位 |
| -------------------------------- | ------ |
| オーストラリア・シングルチャート | 61     |